# Debby Burssens
Debby Burssens (Antwerpen, 26 juni 1982) is een Belgisch activist en politicus voor de marxistische partij PVDA. 

## Biografie
Burssens komt uit een arbeiders- en horecafamilie en groeide op in armoede. Ze behaalde in 2004 een bachelor in de politieke wetenschappen, specialisatie internationale politiek aan de Universiteit Gent en in 2007 een bachelor in de journalistiek aan de Arteveldehogeschool.
Burssens werkte tussen 2005 en 2012 als freelance journalist voor onder meer het wetenschappelijk maandblad Eos, de Universiteit Gent en het UZ Gent en was van 2007 tot 2008 projectmanager bij het telecommunicatiebedrijf ETRI. Van 2008 tot 2010 was ze administratief leidinggevende in een opvangcentrum voor heroïneverslaafden in Gent en van 2010 tot 2012 parlementair medewerker in het Vlaams Parlement. Nadien werd ze zelfstandig adviseur in communicatiestrategie en was ze van 2015 tot 2021 als communicatiecoördinator voor een kennisplatform gespecialiseerd in energiezuinig en circulair bouwen. In Sint-Niklaas richtte Burssens in 2020 het PVDA-actiecentrum De Werf op, waarvan ze van 2021 tot 2024 coördinator was. Burssens is daarnaast actief als activist tegen armoede en racisme, voor klimaat, vrouwenrechten, kinderopvang en Palestina.
Voor de PVDA stond Burssens in 2019 op de Kamerlijst in de kieskring Oost-Vlaanderen, maar ze raakte niet verkozen. Bij de Vlaamse verkiezingen van 9 juni 2024 stond ze op de tweede plaats. Met een score van 7,7 procent werden zowel lijsttrekker Onno Vandewalle als Burssens verkozen. Daarmee ging ze deel uitmaken van een negenkoppige fractie in het Vlaams Parlement, waar ze ondervoorzitter werd in de commissie Leefmilieu, Natuur en Ruimtelijke Ordening. Ook werd ze vanuit de assemblee als deelstaatsenator afgevaardigd naar de Senaat.
Debby Burssens is gehuwd met syndicalist Chris Wauman, die voor PVDA gemeenteraadslid is in Sint-Niklaas, en is de moeder van twee kinderen. Ze lijdt aan de spierziekte fibromyalgie.